# Lernmatrix
La Lernmatrix de Steinbuch es el primer modelo matemático de memoria asociativa de que se tiene noticia, desarrollada en 1961 por el científico alemán Karl Steinbuch, quien publicó su artículo en una revista llamada Kybernetik, y a pesar de la importancia de su modelo y las potenciales aplicaciones, el trabajo pasó casi inadvertido.
La Lernmatrix es una memoria heteroasociativa que puede funcionar como un clasificador de patrones binarios si se escogen adecuadamente los patrones de salida; es un sistema de entrada y salida que al operar acepta como entrada un patrón binario {\displaystyle x^{\mu }\in A^{n},A=\left\{0,1\right\}} y produce como salida la clase {\displaystyle y^{\mu }\in A^{p}} que le corresponde (de entre p clases diferentes), codificada ésta con un método simple, a saber :para representar la clase {\displaystyle k\in \left\{1,2,\ldots ,p\right\}}, se asignan a las componentes del vector de salida {\displaystyle y^{\mu }} los siguientes valores: {\displaystyle y_{k}^{\mu }=1}, y {\displaystyle y_{j}^{\mu }=0} para {\displaystyle j=1,2\ldots ,k-1,k+1,\ldots p}.
Fase de aprendizaje
Esquema de la fase de aprendizaje al incorporar la pareja de patrones de entrenamiento {\displaystyle (x^{\mu },y^{\mu })\in A^{n}\times A^{p}}
{\displaystyle M=\left.{\begin{matrix}&{x^{1}}^{\mu }&{x^{2}}^{\mu }&\cdots &{x^{j}}^{\mu }&\cdots &{x^{n}}^{\mu }\\{y^{1}}^{\mu }&{m_{1}}_{1}&{m_{1}}_{2}&\cdots &{m_{1}}_{j}&\cdots &{m_{1}}_{n}\\{y^{2}}^{\mu }&{m_{2}}_{1}&{m_{2}}_{2}&\cdots &{m_{2}}_{j}&\cdots &{m_{2}}_{n}\\\vdots &\vdots &\vdots &&\vdots &&\vdots \\{y^{i}}^{\mu }&{m_{i}}_{1}&{m_{i}}_{2}&\cdots &{m_{i}}_{j}&\cdots &{m_{i}}_{n}\\\vdots &\vdots &\vdots &&\vdots &&\vdots \\{y^{p}}^{\mu }&{m_{p}}_{1}&{m_{p}}_{2}&\cdots &{m_{p}}_{j}&\cdots &{m_{p}}_{n}\end{matrix}}\right|}
Cada uno de los componentes {\displaystyle {m_{i}}_{j}} de {\displaystyle M}, la Lernmatrix de Steinbuch, tiene valor cero al inicio, y se actualiza de acuerdo con la regla {\displaystyle {m_{i}}_{j}+\Delta {m_{i}}_{j}} , donde:
{\displaystyle \Delta {m_{i}}_{j}=\left\{{\begin{matrix}+\varepsilon \ si\ {x_{i}}^{\mu }=1={y_{j}}^{\mu }\\\ \ \ -\varepsilon \ si\ {x_{i}}^{\mu }=0\ \mathbf {y} \ {y_{j}}^{\mu }=1\\0\ en\ otro\ caso\end{matrix}}\right.}
siendo {\displaystyle \epsilon } una constante positiva escogida previamente.
Fase de recuperación
La fase de recuperación consiste en encontrar la clase a la que pertenece un vector de entrada {\displaystyle x^{\omega }\in A^{n}} dado. Encontrar la clase significa obtener las coordenadas del vector {\displaystyle y^{\omega }\in A^{p}} que le corresponde al patrón {\displaystyle x^{\omega }}; en virtud del método de construcción de los vectores {\displaystyle y^{\omega }} la clase debería obtenerse sin ambigüedad.
La i-ésima coordenada {\displaystyle {y^{\omega }}_{i}} del vector de clase {\displaystyle y^{\omega }\in A^{p}} se obtiene como lo indica la siguiente expresión, donde {\displaystyle \vee } es el operador máximo:
{\displaystyle {y^{\omega }}_{i}=\left\{{\begin{matrix}1\ si\ \sum _{j=1}^{n}{m_{i}}_{j}.{x^{\omega }}_{j}={\vee _{h=1}^{p}}[\sum _{j=1}^{n}m_{hj}.{x^{\omega }}_{j}]\\0\ en\ otro\ caso\end{matrix}}\right.}